# TV 도쿄 금요일 밤 9시 시대극
TV 도쿄 금요일 밤 9시 시대극(일본어: テレビ東京金曜夜9時枠時代劇)은 TV 도쿄 계열에서 매주 금요일의 드라마이다.

## 작품 소개
- 《은밀·안쪽의 좁은 길》
- 《풍운! 사나다 유키무라》
- 《츠키카게 효고 날뛰기 여행》
- 《대하여 마구간 오엔 사건첩》(제1시리즈)
- 《날뛰기 핫슈 어용 여행》(제1시리즈)
- 《에도 나카마치 봉행소》(제1시리즈)
- 《오에도 수사망》(헤세이 제1시리즈)
- 《날뛰기 핫슈 어용 여행》(제2시리즈)
- 《오에도 수사망》(헤세이 제2시리즈)
- 《에도 나카마치 봉행소》(제2시리즈)
- 《날뛰기 핫슈 어용 여행》(제3시리즈)
- 《싸움가게 우콘》(제1시리즈)
- 《대하여 마구간 오엔 사건첩》(제2시리즈)
- 《도와 동심이 간다!》
- 《싸움가게 우콘》(제2시리즈)
- 《날뛰기 핫슈 어용 여행》(제4시리즈)
- 《싸움가게 우콘》(제3시리즈)